# 제4차 제네바 협약
제4차 제네바 협약(Fourth Geneva Convention, 약칭 GCIV, 정식 명칭: 전시에 있어서의 민간인의 보호에 관한 1949년 8월 12일자 제네바협약, Geneva Convention relative to the Protection of Civilian Persons in Time of War)은 제네바 협약의 4개 조약 중 하나이다. 이 조약은 1949년 8월에 채택되어 1950년 10월에 발효되었다. 처음 세 개의 협약이 전투원을 다룬 반면, 제4차 제네바 협약은 전쟁 지역의 민간인에 대한 인도적 보호를 다룬 최초의 협약이었다. 현재 1949년 제네바 협약의 당사국은 이 조약과 다른 세 조약을 포함해 196개국이다.
제4차 제네바 협약은 제2차 세계 대전 중 전략 폭격과 같은 적대 행위의 영향보다는 점령 지역의 보호받는 민간인에만 관련된다. 제네바협약 제1추가의정서(AP-1)는 최종적으로 "민간인 및 민간물체"에 대한 모든 고의적 공격을 금지한다. 이는 예상되는 구체적이고 직접적인 군사적 이점에 비해 과도할 수 있다. 학자들은 이 규칙을 비례성의 원칙이라고 부른다. 1945년 제2차 세계대전이 끝난 후에도 상호주의 규범은 무력 충돌 시 행위에 대한 정당화를 제공했다.
1993년 유엔 안전 보장 이사회는 사무총장과 전문가위원회의 보고서를 채택하여 제네바협약이 관습국제인도법의 본체로 통과되었으며, 따라서 제네바협약이 비서명국에게 구속력을 갖는 것은 언제든지 그들은 무력 충돌에 참여한다. 이러한 폭넓은 적용은 위반 혐의가 자주 표면화되는 현재 진행 중인 분쟁에서 제네바 제4협약의 중요성을 강조하며, 현대 분쟁에서 진행 중인 논쟁과 법적 해석에서 알 수 있듯이 민간인 보호를 보장하기 위한 국제적 노력에서 제네바 협약의 역할을 강조한다.

## 같이 보기
- 세계 인권 선언
- 세계화
- 인권
- 국제인도법